# Amira Nimer
Amira Nimer (* 1957 in Brčko) ist eine deutsche Schriftstellerin aus Bosnien-Herzegowina. Sie gilt als Vertreterin der serbokroatischen Literatur in Deutschland.

## Leben
Nimer wurde 1957 in Brčko, damaliges Jugoslawien, geboren. 1976 übersiedelte sie nach (West-)Berlin. Seit Jahrzehnten arbeitet sie als Angestellte im öffentlichen Dienst in Berlin. Darüber hinaus ist sie als Sprachübersetzerin für arabische und ehemals serbo-kroatische Sprachen tätig.

## Charakteristiken des Werkes
Amira Nimer zählt zu den Vertretern deutschsprachiger Autoren südosteuropäischer Herkunft in Deutschland. Sie schildert in autobiographisch wirkenden Kurzgeschichten und Romanen bevorzugt Geschehnisse des Alltags, der nationale, kulturelle und individuelle Konstanten und Verhaltensweisen genauso beinhaltet, wie Kulturaustausch, Migration und gesellschaftlichen Wandel. Im Vordergrund stehen dabei Situationen, die sich aus dem Gegensatz von Gemeinsamkeit und Vereinzelung, von Traditionen und deren Wandel, der wachsenden Abhängigkeit von Technik oder dem gebrochenen Verhältnis zur Natur ergeben. Amira Nimer schreibt sowohl in deutscher als auch in ehemals serbo-kroatischer Sprache. Viele ihrer Kurzgeschichten erschienen in diversen bosnischen Kulturzeitschriften.

## Werke (Auswahl)
- „Ach!“, Roman, Grafoten HS, Sarajevo, 2010 in bosnischer Sprache erschienen.
- "ACH!", Roman, United p.c. Österreich 2014 in deutscher Sprache erschienen.
- Unsere Menschen – (Un)gewöhnliche  Geschichten. Erzählungen (Zweisprachig), Knjizevni klub Brcko district, Brcko 2012.
- Schprache und andere Hindernisse. Erzählungen. Netnovela, Amazon 2013.
- "Geistige Connection 2011". Sammelwerk der Schriftstellerischen Arbeiten im Neuen Sarajevo, 2011.